# Machalpur
Machalpur là một thị xã và là một nagar panchayat của quận Rajgarh thuộc bang Madhya Pradesh, Ấn Độ.

## Địa lý
Machalpur có vị trí 24°08′B 76°18′Đ / 24,13°B 76,3°Đ Nó có độ cao trung bình là 389 mét (1276 feet).

## Nhân khẩu
Theo điều tra dân số năm 2001 của Ấn Độ, Machalpur có dân số 7884 người. Phái nam chiếm 52% tổng số dân và phái nữ chiếm 48%. Machalpur có tỷ lệ 53% biết đọc biết viết, thấp hơn tỷ lệ trung bình toàn quốc là 59,5%: tỷ lệ cho phái nam là 67%, và tỷ lệ cho phái nữ là 39%. Tại Machalpur, 17% dân số nhỏ hơn 6 tuổi.